# Alcoolism

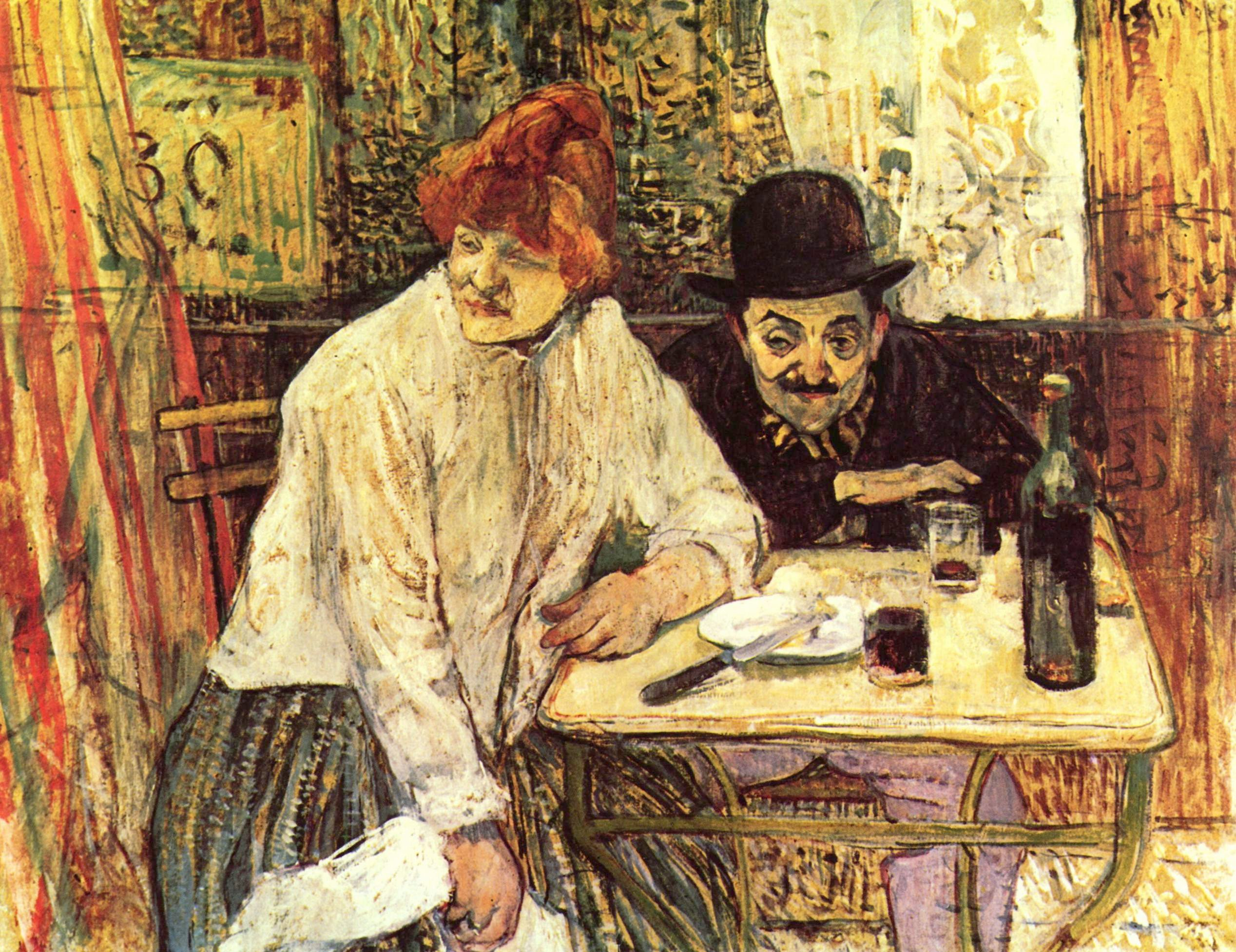
„A la Mie” un restaurant 1891 (53,5 × 68 cm)
Boston Museum of Fine Arts (SUA) / Ulei, guașă pe carton
Pictură de Henri de Toulouse-Lautrec, și el alcoolic cea mai mare parte a vieții sale adulte

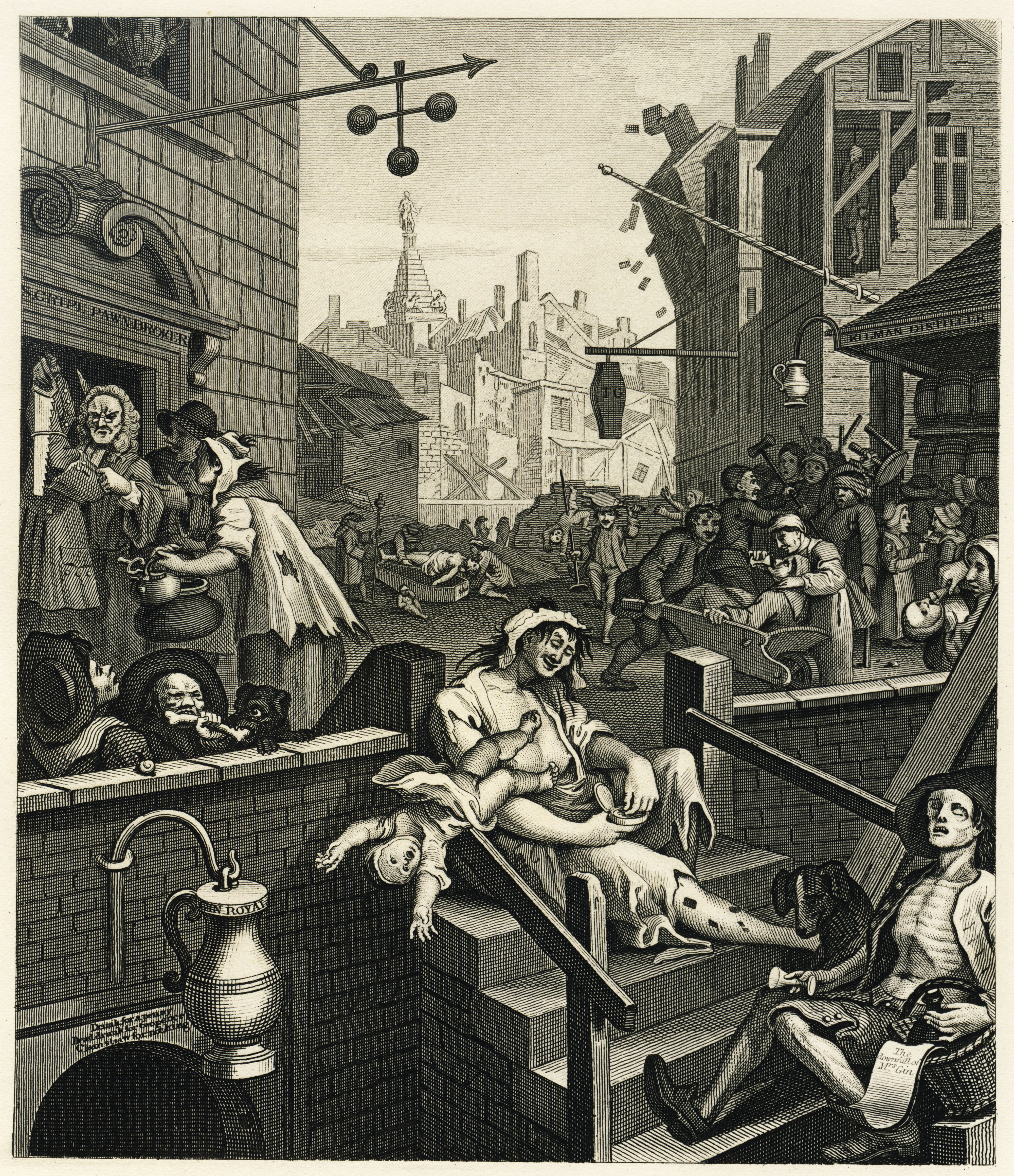
Gin Lane de William Hogarth (1751), Tate Gallery, Londra

Alcoolismul, denumit și etilism, este o intoxicație alcoolică cronică, o stare patologică determinată de consumul excesiv de alcool. Prin alcool se are în vedere etanolul.

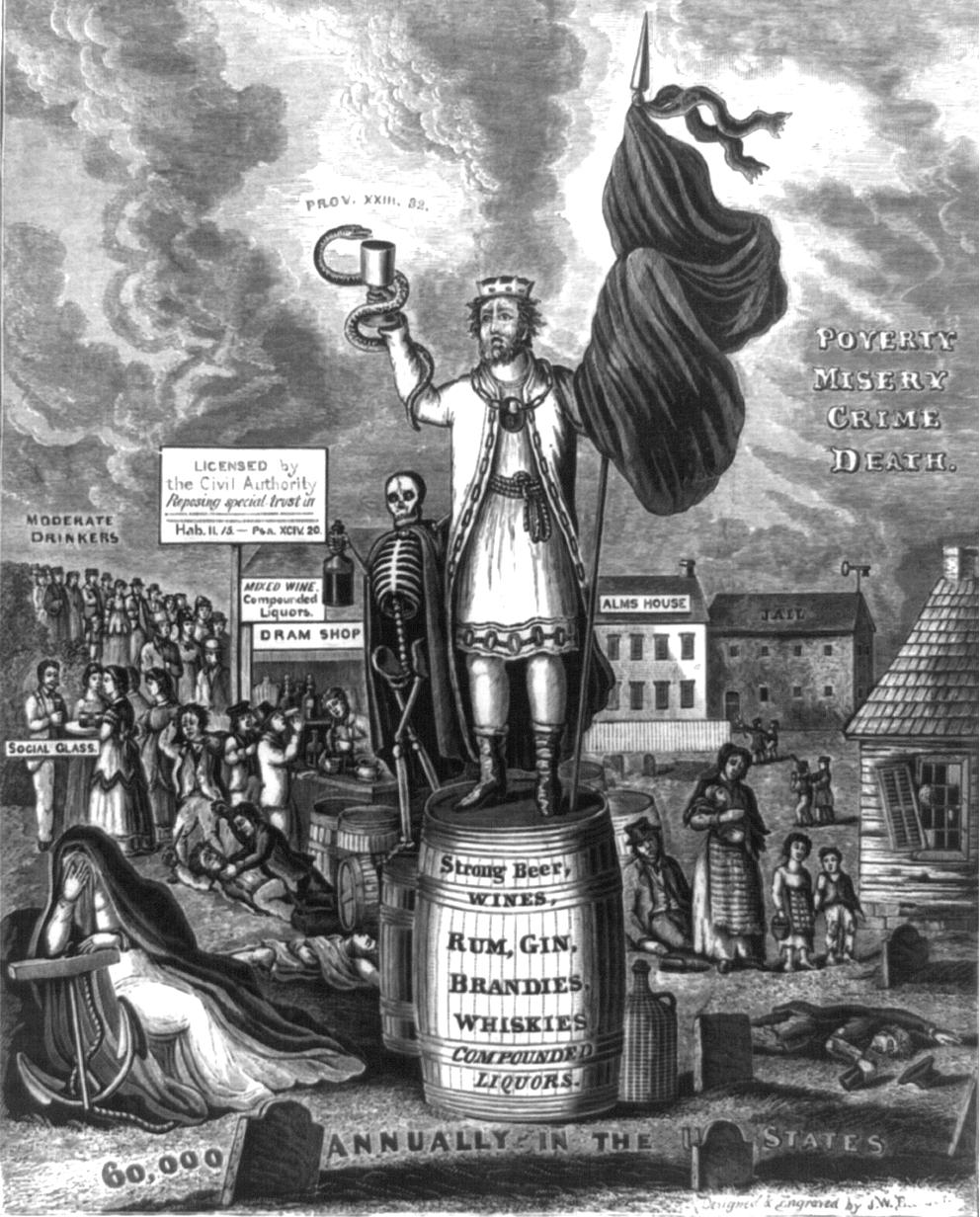
„Regele alcoolului și prim-ministrul său”

Termenul alcoolism a fost folosit pentru prima oară de către medicul suedez Magnus Huss în 1849. În secolul 19 și la începutul secolului 20 pentru dependența de alcool se folosea doar termenul dipsomanie.
Alcoolismul este manifestarea, conștientă sau nu, prin care individul caută satisfacerea nevoii de a consuma alcool, indiferent de mijloace sau consecințe, pentru evitarea sevrajului sau a stărilor psihice neplăcute. Consumul de alcool este determinat atât de dependența fizică, cât și dependența psihică.
Consumul necontrolat de alcool are repercusiuni asupra sănătății și poziției sociale ale celui care bea. La fel ca și alte dependențe, alcoolismul este privit ca o boală tratabilă.
Dependența de alcool include patru simptome:
- nevoia incontrolabilă de a consuma alcool
- pierderea controlului - incapacitatea de a se limita la un singur pahar de băutură la o ocazie deosebită
- dependența psihică - simptome provocate de abținerea de la alcool, ca de exemplu amețeli, greață, anxietate, tremurături și transpirație abundentă
- toleranța - nevoia de a crește cantitatea de alcool consumată pentru a-i simți efectele

Alcoolismul este o boală, nu un viciu. Este o boală progresivă, fizică și mentală, marcată de obsesia de a bea, în ciuda răului fizic produs de consumul de alcool. Este o boală a negării, în care bolnavul declară cu convingere "Eu nu sunt alcoolic!"- în ciuda tuturor evidențelor.
Intoxicația cronică, voluntară, prin consumarea repetată și uneori masivă de băuturi alcoolice reprezintă un flagel social (o adevărată "pandemie toxică"), etanolul fiind inclus în categoria "drogurilor sociale".
Profesorul american Elvin Morton Jellinek a realizat o clasificare a formelor de alcoolism:
- Alcoolismul alfa/α (faza prealcoolică) cu o durată care se întinde de la câteva luni până la câțiva ani. Inițial alcoolul este consumat ocazional iar ulterior constant în scopul ameliorării unui conflict intrapsihic sau a efectului anxiolitic. Nu se ajunge la dependența fizică.
- Alcoolism beta/β. Consumul abuziv de alcool este datorat obiceiurilor socioculturare. Datorită abuzului pot apărea complicații medicale diverse.
- Alcoolism gamma/γ. Se constată pierderea controlului asupra cantității consumate, creșterea interesului pentru procurarea alcoolului concomitent cu scăderea interesului general și neglijarea îndatoririlor sociale și familiale (psihopatizare). Se identifică în mod constant un tablou clinic de sevraj după 3-7 zile ce denotă instalarea dependenței fizice.
- Alcoolism delta/δ. Se caracterizează prin perioade de intoxicație prelungite ce favorizează degradarea treptată a personalității, scăderea abilităților noetice până la apariția demenței și a psihozelor alcoolice. Dependența fizică este foarte intensă, nepermițând suprimarea consumului nici pentru 1-2 zile.
- Alcoolism epsilon/ε (dipsomania). Se caracterizează prin consum de alcool periodic în cantități exagerate timp de câteva zile. Are un debut și un final brusc, cu intervale libere de chiar luni de zile. Poate apărea în contextul unei patologii afective bipolare, al unei turburări de somn asociate cu tulburări medicale/psihiatrice, tulburările de somn asociate cu tulburări mentale, tulburări de personalitate sau în epilepsie. Dipsomania este considerată forma cea mai gravă a alcoolismului.

La întreruperea consumului, se instalează sevrajul etanolic, care poate fi clasificat în 4 categorii, în funcție de severitatea simptomelor și momentul apariției lor:
1. Sevrajul etanolic minor (tremor) care apare în 6–12 ore de la ultima băutură și care se manifestă prin tremor, anxietate, grețuri, vărsături și insomnie.
2. Sevrajul etanolic major (halucinații) care apare în 10–72 de ore de la ultima băutură și care se manifestă prin halucinații tactile, auditive și vizuale, tremor al întregului corp, vărsături, diaforeză și hipertensiune. Prezența halucinațiilor este un factor predictor de apariție a Delirium tremens.
3. Convulsiile care apar în 6–48 de ore la pacienți care în mod normal nu au convulsii, prezinta EEG normal și care se caracterizează prin crize tonico-clonice generalizate cu perioadă postictus scurtă. Aproximativ 40 % din pacienții cu sevraj etanolic au crize izolate, doar 3 % din pacienți evoluează spre status epilepticus. Circa 33 % din pacientii cu sevraj și convulsii evoluează spre Delirium tremens.
4. Delirium tremens (DT) este cea mai severă complicație a sevrajului etanolic și se manifestă în general la 48–96 de ore de la întreruperea consumului de alcool. Majoritatea semnelor clinice care apar în DT sunt similare celor din sevrajul necomplicat, dar diferă ca severitate: tremor, instabilitate vegetativă (hipertensiune și tahicardie), agitație psihomotorie, stare confuzională, halucinații, febră.

## Cauze
Alcoolismul este un tip de dependență la fel ca și cea de droguri. Nu este atât fizică cât și mentală. Alcoolismul este împărțit în 2 categorii: dependența și abuz. Oamenii care sunt dependenți de alcool petrec o mare parte din timp cu consumul de alcool și obținerea acestuia. Dependența fizică implică: o nevoie de cantități tot mai mari de alcool pentru a se îmbăta sau pentru a atinge efectul dorit (tolerantă), urmările fiind boli legate de alcool, probleme de memorie, după ce au băut cantități mari. Apar simptomele de sevraj când consumul de alcool este stopat.
Nu există nici o cauza cunoscută comună a alcoolismului. Cu toate acestea, mai mulți factori pot juca un rol important în dezvoltarea sa. O persoană care are o mamă alcoolică este mult mai probabil să devină alcoolică spre deosebire de o persoană în a cărei familii nu se consumă alcool. Cercetarea sugerează că anumite gene pot crește riscul de alcoolism, dar care gene sau modul în care lucrează nu este cunoscut.
Factorii psihologici pot include: o nevoie de ajutor, anxietate, conflicte în relații, depresie, stimă de sine scăzută. Factorii sociali includ: ușurință de a obține alcool, acceptarea socială a consumului de alcool, stil de viață stresant.

## Diagnostic
Cei cu risc de a dezvolta  includ: bărbații care au 15 sau mai multe reprize de consum de alcool pe săptămână, femeile care beau de 12 sau mai multe ori pe săptămână, oricine consuma 5 sau mai multe băuturi ocazional, cel puțin o dată pe săptămână.
Teste pentru abuzul de alcool includ: nivelul de alcool din sânge - alcoolemia - (acest lucru poate spune dacă cineva a consumat recent alcool, dar nu confirmă neapărat alcoolism), hemograma completă, teste de acid folic, teste ale funcției hepatice, teste serice de magneziu, totalul de proteine și de acid uric.

## Tratament
Deoarece mulți oameni refuză să creadă că consumul lor este scăpat de sub control, încercarea moderării pot fi deseori o modalitate eficientă de a rezolvă problemă. Dacă se reușește, problema este rezolvată. Dacă nu, persoana este de obicei gata să încerce abstinență.
3 pași generali sunt implicați în tratament o dată ce tulburarea a fost diagnosticată: intervenție, detoxifiere și reabilitare.

## Simptome
Alcoolismul afectează sistemul nervos central precum un medicament antidepresiv. Acest lucru duce la o scădere în activitate, anxietate, inhibiții și tensiune.
Chiar și câteva pahare pot schimba abilitățile motorii, comportamentul și capacitatea de a gândi clar. Alcoolul poate afecta concentrarea și judecata. Consumul excesiv de alcool poate duce la o intoxicație a organismului.
Unele simptome ale alcoolismului includ: durere abdominală, confuzie, episoade de violență, ostilitate, lipsa de control asupra alcoolului, imposibilitatea de a elimina sau de a reduce cantitatea de alcool din consum, găsirea diverselor scuze pentru a bea, greață, vărsături, nevoia de a consuma alcool în fiecare zi în mod regulat, neglijența de a mânca, amorțeala și furnicături, aspect fizic neîngrijit, comportament secretos pentru a ascunde consumul de alcool, tremurături dimineața.
Eliminarea alcoolului duce la simptomele următoare: confuzie, anxietate, moarte, creșterea tensiuni arteriale, pierderea poftei de mâncare, greață și vărsături, psihoză, creșterea temperaturii, ritm cardiac rapid, agitație sau nervozitate, convulsii și tremur.